# گوسیپول
گوسیپول (به انگلیسی: Gossypol) با فرمول شیمیایی C۳۰H۳۰O۸ یک ترکیب شیمیایی است. که جرم مولی آن ۵۱۸٫۵۶۳ g/mol می‌باشد. شکل ظاهری این ترکیب، جامد قهوه‌ای است. گوسیپول یک فنل طبیعی است که از گیاه پنبه به دست می‌آید.
محققان استفاده از گوسیپول را به عنوان جایگزین غیر حساسیت‌زای مناسبی برای عمل جراحی وازکتومی پیشنهاد کرده اند.